# Требухин, Леонид Петрович
Леонид Петрович Требухин (1925—?) — советский  передовик производства в авиационной промышленности, бригадир электриков Ташкентского авиационного завода имени В. П. Чкалова СНХ Узбекской ССР. Герой Социалистического Труда (1960).

## Биография
Родился в 1925 году в городе Ташкенте Узбекской ССР в русской семье.
С 1942 года в период Великой Отечественной войны Л. П. Требухин начал свою трудовую деятельность электриком на Ташкентском авиационном заводе имени В. П. Чкалова (завод № 84 Народного комиссариата авиационной промышленности СССР), завод работал на военное производство и занимался производством и выпуском  военно-транспортных самолетов Ли-2 для нужд фронта.
После войны с 1945 года был назначен бригадиром электриков на Ташкентском авиационном заводе имени В. П. Чкалова (с 1946 года — Министерства авиационной промышленности  СССР и с 1963 года — Совета народного хозяйства Узбекской ССР), с 1954 года завод занимался серийным производством таких самолётов как Ил-14, с 1957 года — Ан-8, в 1960 году — винтокрыл Ка-22, с 1966 года транспортных самолётов Ан-22 и в 1973 году среднего транспортно-десантного самолёта Ил-76.
28 мая 1960 года Указом Президиума Верховного Совета СССР «за выдающиеся производственные успехи и проявленную инициативу в организации соревнования за звание бригад и ударников коммунистического труда» Леонид Петрович Требухин был удостоен звания Героя Социалистического Труда с вручением Ордена Ленина и золотой медали «Серп и Молот».
26 апреля 1963 года Указом Президиума Верховного Совета СССР «за достигнутые успехи в труде»  Леонид Петрович Требухин был награждён Медалью «За трудовую доблесть».
После выхода на заслуженный отдых Л. П. Требухин жил в городе Ташкент в Узбекистане.

## Награды
- Медаль «Серп и Молот» (28.05.1960)
- Орден Ленина (28.05.1960)
- Медаль «За трудовую доблесть» (26.04.1963)